# تتسيا كومورو
تتسيا كومورو (小室哲哉 كومورو تتسيا) هو موسيقي ياباني ولد في 27 نوفمبر 1958 في فوتشو، طوكيو.

## ديسكوغرافيا

### ألبومات
- Digitalian is eating breakfast
- Digitalian is eating breakfast 2
- DEBF3
- TETSUYA KOMURO EDM TOKYO

### أغاني منفردة
- RUNNING TO HORIZON (شارة البداية لمسلسل أنمي سيتي هنتر 3)
- GRAVITY OF LOVE
- CHRISTMAS CHORUS
- 天と地と〜HEAVEN AND EARTH〜 (نغمة فيلم السماء والأرض)
- 永遠と名づけてデイドリーム
- Magic
- Pure (Hyper Mix)
- SPEED TK RE-MIX (نغمة فيلم سرعة 2: تحكم أوتوماتيكي للسرعة)
- Blue Fantasy - Love & Chill Out
- SPEED TK RE-MIX〜炎のコマ

## أعماله في السينما اليابانية
- حرب الأيام السبعة
- السماء والأرض

## أعماله في الأنمي

### مسلسلات أنمي تلفزيونية
- جنود السايبورغ
- زويدز فيوزورز
- بانتشلاين

### أوفا أنمي
- فامباير هنتر دي

### أفلام أنمي
- ستريت فايتر 2: الفيلم (بالتعاون مع يوجي تورياما)
- تنين والدي (مشرف الموسيقى)

## أعماله في ألعاب الفيديو
- غابول سكرين

## وصلات خارجية
- تتسيا كومورو على موقع IMDb (الإنجليزية)
- تتسيا كومورو على موقع ميوزك برينز (الإنجليزية)
- تتسيا كومورو على موقع أول ميوزيك (الإنجليزية)
- تتسيا كومورو على موقع ديسكوغز (الإنجليزية)
- تتسيا كومورو على موقع قاعدة بيانات الفيلم (الإنجليزية)
- تتسيا كومورو على موقع ANN person (الإنجليزية)